# Alkotói szabadság
Az alkotói szabadság (angolul sabbatical) nyugaton régebb óta ismert, a magyar jogba a legutóbbi időkben bevezetett intézmény, amely bizonyos munkavállalóknak biztosított fél-egyéves fizetett vagy fizetetlen szabadságot jelent. Komoly előnye, hogy a rutin megtörése miatt a munka az alkotói szabadság után ismét vonzóvá válik, és ami ennél is fontosabb, a következő időszakban sokat lehet profitálni azokból az ötletekből, melyeket az alkotói szabadság inspirált.
Nyugaton több esetben az egyes cégek is szabályozzák az alkotói szabadság kivételének feltételeit. Munkakörtől függően 5-7 ledolgozott év után lehet fizetett vagy fizetés nélküli féléves szabadságra menni. Egyes cégek ezt bizonyos önfejlesztéshez kötik, mások semmilyen elvárást nem támasztanak az időtöltés tartalmával kapcsolatban.
Közös megegyezéssel bármikor kezdeményezhető, azonban ezt felkészülésnek kell megelőznie, így lehet mindkét fél számára zökkenőmentes a változás. Nyugaton egyre népszerűbbek a megújulási, felfrissülési szabadságok, különösen közép- és felső vezetők körében.